# Лесных, Иван Васильевич
Иван Васильевич Лесных (1936-2016) — советский и российский геодезист, кандидат технических наук, профессор.

## Биография
Родился 4 июня 1936 года в селе Суслово Мамонтовского района Алтайского края.
В 1955 году окончил Семипалатинский топографический техникум.
В 1960 году с отличием окончил Новосибирский институт инженеров геодезии, аэрофотосъёмки и картографии (НИИГАиК) и получил квалификацию «Инженер-геодезист».
С 1960 по 1961 гг. Иван Васильевич работал инженером-геодезистом Новосибирского отдела ГПИ «Электросетьпроект».
С 1961-1964 гг. работал ассистентом, с 1964-1967 гг. был аспирантом НИИГАиК (ныне СГУГиТ).
В 1968 году защитил кандидатскую диссертацию на тему «Построение геодезических сетей специального назначения с применением светодальномеров» и начал работать старшим преподавателем.
С 1971 по 1982 гг. Иван Васильевич был заведующим кафедрой геодезии.
С 1988 по 1992 гг. – проректор по НИР.
В 1992 году получил звание профессора, стал первым избранным ректором НИИГАиК и работал в этой должности до июня 2006 года.
С 1994 года являлся действительным членом Российской экологической академии.
Под его руководством в вузе были открыты 8 новых направлений обучения, активно развивались научные исследования в новых областях, было налажено тесное сотрудничество с зарубежными вузами.
В 2006 году назначен президентом Сибирской государственной геодезической академии. Также он был одним из организаторов проведения в г. Новосибирске Международного конгресса «ГЕО-Сибирь».
С 2015 года являлся действительным членом Академии проблем качества.
В 2014-2016 гг. являлся советником при ректорате, был почётным профессором двух зарубежных и двух российских университетов.
Умер 10 сентября 2016 года. Похоронен на Заельцовском кладбище.

## Научная деятельность
Область научных интересов – геодезия. Автор более 120 научных и научно-методических работ.
Основные научные результаты:
•	Автор изобретений: «Оптическая система светодальномера» и «Фемтосекундный лазерный дальномер» (совместно с Середовичем В. А., Синякиным А. К., Кошелевым А. В., Мироновым М. Е.)
•	Автор изобретения «Устройство оптического контроля напряжений в скважинных фотоупругих датчиках» (совместно с Устюговым М. Б., Ушаковым О. К.)

## Научные публикации
- Геомониторинг природной среды. Монография: в 2 т. Новосибирск, 2004 (в соавторстве).
- Современные технологии крупномасштабного картографирования. Учебное пособие. Новосибирск, 1989. 94 с. (в соавторстве).
- Полигонометрия 4 класса, 1 и 2 разрядов. Учебное пособие. Новосибирск, 1995. 85с. (в соавторстве).

Награды, звания
- Орден мужества (1997)
- Звание «Почётный работник Высшей школы РФ» (1992)
- Звание «Заслуженный работник геодезии и картографии РФ» (2002)